# Jewgenija Nikolajewna Ukolowa
Jewgenija Nikolajewna Ukolowa (russisch Евгения Николаевна Уколова, englische Transkription: Evgenia Ukolova, * 17. Mai 1989 in Moskau) ist eine russische Beachvolleyballspielerin. Sie wurde 2015 Vizeeuropameisterin und nahm 2012 und 2016 an den Olympischen Spielen teil.

## Karriere
Ukolowa spielte 2006 mit Jekaterina Rajewskaja in Sankt Petersburg ihr erstes Open-Turnier der FIVB World Tour. 2007 bildete sie ein Duo mit Marija Andrejewna Prokopjewa, geborene Bratkowa. Bei drei Open-Turnieren kamen Prokopjewa/Ukolowa in diesem Jahr nicht über den 25. Platz hinaus. Bei der Europameisterschaft 2007 in Valencia verloren sie ihr Auftaktspiel gegen die Lettinnen Jursone/Minusa. Auf der Verlierer-Seite konnten sie zunächst Montagnolli/Swoboda aus Österreich besiegen, bevor sie im Tiebreak gegen die Niederländerinnen Kadijk/Mooren ausschieden. 2008 spielten sie in Moskau ihren ersten Grand Slam. Sie unterlagen bei der EM in Hamburg ebenfalls im ersten Spiel den Griechinnen Koutroumanidou/Tsiartsiani. In der Verlierer-Runde gewannen sie zwei Partien, ehe sie sich in drei Sätzen dem deutschen Duo Claassen/Röder geschlagen geben mussten. Ebenfalls den 13. Rang belegten sie bei den Marseille Open und erreichten damit ihr bis dahin bestes Ergebnis bei einem FIVB-Turnier.
2009 kamen sie beim Masters in Gran Canaria auf den neunten Platz und damit erstmals in die Top Ten. Dieses Ergebnis wiederholten sie beim Baden Masters. Bei der WM 2009 in Stavanger konnten sie in der Vorrunde nur zwei Sätze gewinnen und schieden als Gruppenletzte aus. Anschließend erreichten sie auch beim Grand Slam in Marseille die Top Ten. Zur U23-EM in Jantarny trat Ukolowa mit Swetlana Wladimirowna Popowa an und wurde Fünfte. Bei der EM in Sotschi gewannen sie vor heimischem Publikum ihr Auftaktspiel gegen Mooren/Wesselink; da sie die folgenden beiden Partien jedoch verloren, schieden sie als Gruppendritte nach der Vorrunde aus. Beim letzten Turnier des Jahres in Phuket gewannen sie als Dritte ihre erste Medaille. In die World Tour 2010 starteten sie mit einem neunten Platz in Brasília und erzielten das gleiche Ergebnis beim Grand Slam in Klagenfurt. Bei der EM in Berlin gewannen sie ihre Vorrundengruppe, unterlagen aber im Achtelfinale gegen Jursone/Minusa in drei Sätzen. Ukolowa wurde bei der U23-EM in Kos mit Anna Walerjewna Wosakowa Vierte. Anschließend spielte sie noch zwei Open-Turniere mit Alexandra Alexandrowna Schirjajewa.

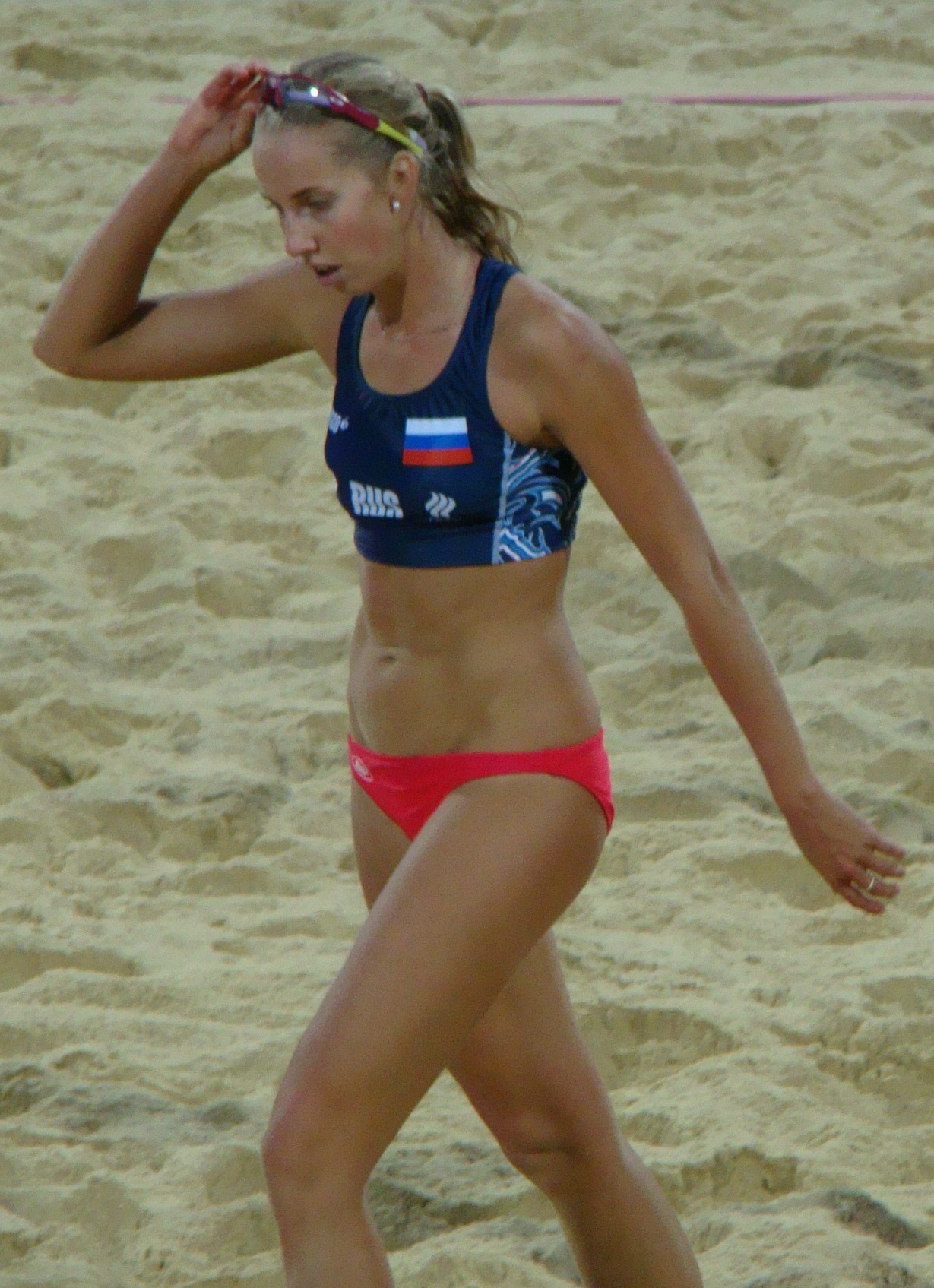
Jewgenija Ukolowa bei den Olympischen Spielen 2012

Mit Jekaterina Alexejewna Syrzewa erreichte Birlowa Anfang 2011 das Finale des Satellite-Turniers in Anapa. Zu den ersten drei Open-Turnieren der World Tour 2011 trat sie mit Anastassija Gennadjewna Wassina an. Bei den Mysłowice Open bildete sie erstmals ein Duo mit Jekaterina Wladimirowna Birlowa, geborene Chomjakowa. Bei der WM in Rom schafften Ukolowa/Birlowa den Gruppensieg, verloren aber dann in der ersten Hauptrunde gegen die Deutschen Goller/Ludwig. Nach einem neunten Rang beim Grand Slam in Moskau setzten sie sich bei der EM in Kristiansand mit nur einem Vorrunden-Sieg als Gruppenzweite durch und unterlagen im Achtelfinale den Tschechinnen Klapalová/Háječková. Anschließend wurden sie noch Neunte bei den Åland Open. Die World Tour World Tour 2012 begannen sie mit einem 17. Platz in Brasília und einem 13. Rang in Sanya. Bei der EM in Den Haag gewannen sie ihre Vorrundengruppe ohne Satzverlust, bevor sie im Achtelfinale gegen das belgische Duo Mouha/Gielen ausschieden. Beim Grand Slam in Klagenfurt setzten sie sich im Endspiel im Tiebreak gegen Meppelink/van Gestel durch und feierten damit ihren ersten Turniersieg. Über den Continental Cup der CEV qualifizierten sie sich für die Olympischen Spiele in London. Dort kamen sie als Gruppenzweite ins Achtelfinale und beendeten das Turnier nach einer Niederlage gegen die Chinesinnen Zhang Xi und Xue Chen auf dem neunten Rang. Nach dem Olympiaturnier erzielten sie als Vierte des Grand Slams in Stare Jabłonki sowie mit dem dritten und zweiten Platz bei den Open-Turnieren in Åland und Bang Saen weitere Top-Ten-Ergebnisse.
Anfang 2013 gewann Ukolowa mit Popowa ein nationales Turnier in Anapa und wurde mit ihr Fünfte beim Satellite-Turnier in Antalya sowie 17. bei den Fuzhou Open. Den Grand Slam in Shanghai spielte sie mit Irina Tschaika. Bei den nächsten Grand Slams waren Ukolowa/Birlowa wieder zusammen und wurden Neunte in Den Haag. Bei der WM in Stare Jabłonki erreichten sie das Achtelfinale, wo sie gegen die Deutschen Ludwig/Walkenhorst ausschieden und den neunten Platz belegten. Direkt nach der WM gewannen sie die Anapa Open im Finale gegen das deutsche Duo Mersmann/Schneider. Außerdem wurden sie jeweils Fünfte beim Masters in Klagenfurt und dem Grand Slam in Berlin. Im September gewannen sie ein Turnier der Eastern European Volleyball Zonal Association (EEVZA) in Moskau. Danach spielte Ukolowa wieder mit ihrer früheren Partnerin Prokopjewa und beendete das Jahr mit zwei fünften Plätzen in Xiamen und Phuket sowie einem neunten Rang in Durban. 2014 wurden Ukolowa/Prokopjewa beim Satellite- und Open-Turnier in Anapa jeweils Dritte und belegten bei den Open-Turnieren in Fuzhou und Prag den neunten Platz. Bei der EM in Quartu Sant’Elena qualifizierten sie sich als Gruppensieger direkt fürs Achtelfinale, das sie gegen die Schweizerinnen Goricanec/Hüberli verloren. Beim Grand Slam in Moskau wurden sie Neunte, bevor sie bei den weiteren Grand Slams der Saison auf hintere Plätze kamen. Nach einem dritten Platz beim CEV-Masters in Baku gewannen sie in Batumi ein weiteres EEVZA-Turnier. Das Jahr schlossen sie mit einem fünften Rang in Xiamen und als Dritter in Mangaung ab.
Seit 2015 spielte Ukolowa wieder mit Birlowa. Auf der World Tour 2015 wurden Ukolowa/Birlowa Fünfte der Luzern Open und dann jeweils Neunte des Grand Slam in Moskau sowie der Major-Turniere in Poreč und Stavanger. Bei der WM in den Niederlanden erreichten sie als Gruppenzweite die K.-o.-Phase, in der es zu zwei Duellen gegen deutsche Duos kam. Die Russinnen besiegten Ludwig/Walkenhorst, bevor sie sich im Achtelfinale Holtwick/Semmler geschlagen geben mussten. Bei der EM in Klagenfurt kamen sie als Gruppendritte in K.-o.-Phase. Dort gelangen ihnen dann vierte Siege ohne Satzverlust, unter anderem im Viertelfinale gegen die Deutschen Laboureur/Sude und im Halbfinale gegen das polnische Duo Kołosińska/Brzostek. Das Endspiel verloren sie in zwei Sätzen gegen Ludwig/Walkenhorst. Weitere vordere Platzierungen erzielten sie mit neunten Plätzen in Sotschi und Antalya sowie dem fünften Rang in Xiamen.
Ebenfalls Neunte wurden sie Anfang 2016 bei den Maceió Open. Es folgten drei siebzehnte Plätze, bevor Ukolowa/Birlowa in Fuzhou, Antalya und Moskau wieder in die Top Ten kamen. Bei der EM in Biel/Bienne gewannen sie ihre Vorrundengruppe sowie das Achtelfinale und das Viertelfinale gegen Laboureur/Sude. In zwei weiteren deutsch-russischen Duellen mussten sie sich im Halbfinale den Titelverteidigerinnen Ludwig/Walkenhorst und im Spiel um den dritten Platz gegen Borger/Büthe geschlagen geben, sodass sie die EM auf dem vierten Rang beendeten. Einen weiteren neunten Rang erreichten sie beim Klagenfurt Major. Sie nutzten die letzte Chance beim World Continental Cup, um sich für die Olympischen Spiele in Rio zu qualifizieren. Dort kamen sie über die Playoff-Runde der Gruppendritten ins Achtelfinale, das sie gegen die Spanierinnen Liliana/Baquerizo gewannen. Im Viertelfinale unterlagen sie dann den brasilianischen Weltmeisterinnen Ágatha/Bárbara, so dass sie das olympische Turnier auf dem fünften Rang abschlossen.
Nach einem Jahr an der Seite von Anastassija Barsuk spielte Ukolowa von 2018 bis 2020 erneut mit Jekaterina Birlowa.